# Казирата д'Ада
Казирата д'Ада (итал. Casirate d'Adda) је насеље у Италији у округу Бергамо, региону Ломбардија.
Према процени из 2011. у насељу је живело 3543 становника. Насеље се налази на надморској висини од 118 м.

## Становништво
| 1936. | 1951. | 1961. | 1971. | 1981. | 1991. | 2001. | 2011. |
| ----- | ----- | ----- | ----- | ----- | ----- | ----- | ----- |
| 2.020 | 2.185 | 2.121 | 2.125 | 2.655 | 2.919 | 3.359 | 3.894 |